# Abbazia di Gernrode
L'abbazia di Gernrode (in tedesco Stift Gernrode) è un monastero di canonesse secolari (Frauenstift) a Gernrode in Sassonia-Anhalt, in Germania. L'abbazia venne fondata nel 959 e venne annessa nel diciassettesimo secolo dalla dinastia d'Anhalt. Nel Medioevo, l'abbazia era un'abbazia imperiale con il privilegio dell'immediatezza imperiale (tedesco: Reichunmittelbarkeit) e costituiva uno stato imperiale. All'inizio del periodo moderno, l'abbazia faceva parte della provincia dell'Alta Sassonia.

## Storia

### Fondazione

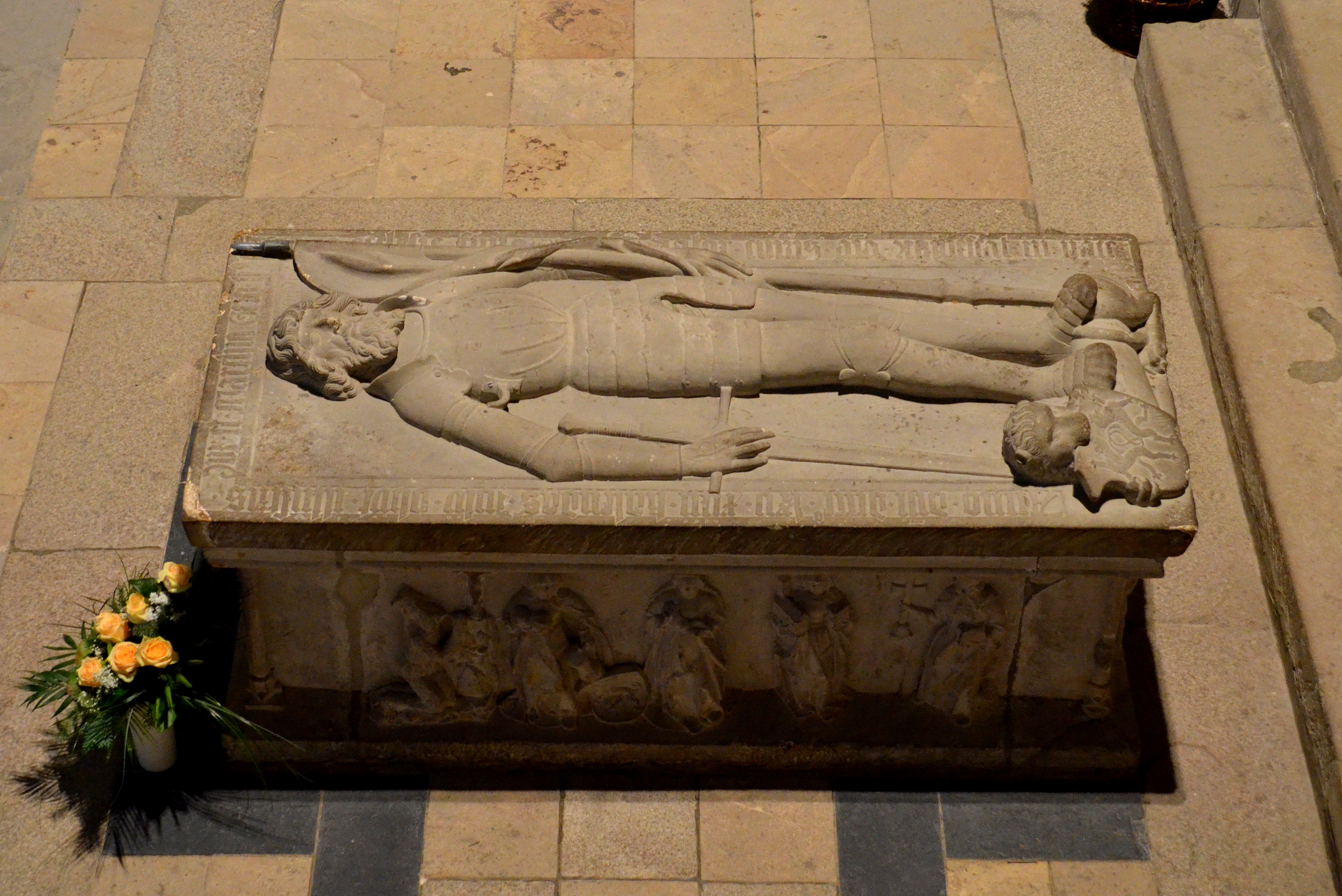
Tomba del margravio Gero

Nel 959 Gero I il Grande, margravio della marca Geronis, fondò l'abbazia nel suo castello di Geronisroth, in quella che poi divenne la città di Gernrode, che si trova sul lato nord-orientale delle montagne Harz. Poiché i figli di Gero, Sigfrido e Gero, erano morti senza eredi, dopo la sua morte donò tutte le sue proprietà personali all'abbazia. La prima badessa di Gernrode fu Hathui, la vedova del figlio di Gero, Sigfrido. Hathui era un membro della dinastia dei Billunghi ed era una nipote della regina Matilde. L'abbazia era intesa come luogo di sepoltura e come un luogo commemorativo per Gero.
Nel luglio del 961 l'imperatore Ottone I, cugino della badessa Hathui, concesse l'immunità a Gernrode e mise l'abbazia sotto protezione imperiale. All'abbazia fu inoltre concesso il diritto di libera elezione delle sue badesse e dei suoi vogt. L'abbazia fu anche posta sotto la protezione papale. L'abbazia era originariamente dedicata alla Vergine Maria e a san Pietro. Però durante un viaggio a Roma, Gero acquisì le reliquie di Ciriaco di Roma e l'abbazia e la sua collegiata, la chiesa di San Ciriaco, furono così dedicate a Ciriaco, e divenne un centro del suo culto.
Dalla sua fondazione, le badesse e i prevosti di Gernrode provenivano da membri di nobili dinastie tedesche, tra cui i Billunghi, gli Ascanidi e i Wettin. Inizialmente c'erano 24 donne nobili a Gernrode, più altre 12 a Frose. Oltre alle suore, Gernrode possedeva anche canonichesse, che erano collegate con gli altari della chiesa di San Ciriaco a Gernrode. Le canonichesse di Gernrode provenivano principalmente dalla zona tra Plettenberg, nella moderna Renania Settentrionale-Vestfalia, e Löbau, nella Sassonia orientale. Insieme, le suore e le canonichesse di Gernrode e Frose costituivano il convento. I membri del convento eleggevano congiuntamente la badessa, alla presenza del vogt. Come le badesse di Quedlinburg, Gandersheim, Essen e Vreden, le badesse di Gernrode erano principi imperiali, ognuno dei quali aveva la propria sede nelle assemblee imperiali.
I primi vogt documentati dell'abbazia, dal XII secolo in poi, furono i membri della dinastia Ascanide, a partire probabilmente da Alberto l'Orso. La seconda badessa di Gernrode fu Adelaide I (badessa dal 1014 al 1044), figlia di Ottone II e Teofano. Adelaide era già badessa di Quedlinburg (badessa dal 999 al 1044), e in quel momento l'abbazia di Gernrode divenne strettamente legata all'abbazia di Quedlinburg. In epoca ottoniana, l'abbazia di Gernrode aveva uno status simile alle abbazie di Quedlinburg, Gandersheim, Essen e Vreden. Gernrode faceva parte di una confraternita di preghiera con Gandersheim e Vreden. Dall'XI secolo in poi, l'abbazia perse alcuni dei suoi legami con la famiglia reale, mentre la dinastia degli Ascanidi aumentava il loro controllo sull'abbazia. Vi furono molte meno visite reali all'abbazia di Gernrode rispetto alle altre abbazie femminili. Tra l'XI e XII secolo, solo l'imperatrice Cunegonda, l'imperatore Enrico V e l'imperatore Federico Barbarossa visitarono Gernrode. Dopo che Federico Barbarossa tenne una Dieta imperiale a Gernrode nel 1188, non vi furono più visite reali a Gernrode. Nel 1357 l'imperatore Carlo IV emise un diploma imperiale in cui confermò i diritti di Gernrode.

### Nel tardo medioevo e nel primo periodo moderno
Nel tempo, e in particolare dal XIII secolo in poi, Gernrode perse l'influenza in precedenza detenuta. Furono vari i fattori che portarono a ciò: la cattiva gestione del patrimonio dell'abbazia da parte delle badesse, la situazione economica generale e in particolare la politica degli arcivescovi di Magdeburgo e dei vescovi di Halberstadt. Fino al 1381 le badesse di Gernrode riuscirono a far valere il loro privilegio di esenzione davanti alle pretese del vescovato di Halberstadt. Nel XV e XVI secolo, i membri della dinastia d'Anhalt (discendente dalla dinastia degli Ascanidi) cercarono di incorporare l'abbazia nei loro domini. Le badesse di Gernrode cercarono di proteggere l'abbazia assicurandosi di ricevere conferme dei loro diritti dai vari imperatori, tra cui Sigismondo, Federico III, Carlo V, Massimiliano II e Rodolfo II.
Durante guerra dei contadini tedeschi, nel 1525 vi fu una rivolta senza successo da parte dei servi di Gernrode contro l'incremento dei prelievi imposti dalla badessa Elisabetta di Weida (badessa dal 1504-1532). Nel 1544 i possedimenti dell'abbazia consistevano solo nella città di Gernrode e da 5 villaggi. All'inizio del diciassettesimo secolo i possedimenti dell'abbazia si estendevano per circa due miglia quadrate.
La Riforma iniziò durante il governo della badessa Elisabetta di Weida e dal 1545 il culto protestante fu introdotto a Gernrode. L'abbazia fu trasformata in un convento protestante. La badessa mantenne lo status di principe imperiale e continuò ad avere posto sia nelle assemblee imperiali che nel consiglio del provincia dell'Alta Sassonia.
Tra il 1610 e il 1614, i membri della dinastia d'Anhalt incorporarono i rimanenti possedimenti di Gernrode nei propri domini. L'ultima badessa di Gernrode, Sofia Elisabetta di Anhalt-Dessau, lasciò l'abbazia nel 1614 per sposarsi. I principi di Anhalt si rifiutarono di nominare una nuova badessa e completarono l'incorporazione di Gernrode nel loro territorio.

## Possedimenti
L'abbazia fu riccamente dotata di proprietà allodiali dal suo fondatore Gero. Ricevette anche donazioni dall'imperatore Ottone I. Anche altri imperatori ottoniani e salici, e anche il margravio Egberto II di Meißen e la badessa Edvige di Seeburg fecero donazioni di proprietà a Gernrode. Un documento falso, che pretende di essere del fondatore, Gero, ma in realtà scritto nel 1207, confermò che Gernrode possedeva 24 villaggi, 21 chiese e 400 hide di proprietà, sparse in varie località.

## Elenco delle badesse

### Da 959 a 1300
- Hathui (badessa dal 959 al 1014)
- Adelaide I (badessa dal 1014 al 1044)
- Hacheza (badessa dal 1044 al 1063)
- Edvige II (di Stade) (badessa dal 1063 al 1118)
- Edvige III (di Seeburg) (badessa dal 1118 al 1152)
- Badessa sconosciuta (badessa dal 1152 al 1205)
- Richinza (badessa dal 1205 al 1206)
- Adelaide II (badessa dal 1206 al 1220)
- Sofia, badessa di Gernrode (badessa dal 1220 al 1244)
- Ermengarda I (badessa dal 1244 al 1248)
- Oda (badessa dal 1248 al 1260?)
- Gertrude I (di Anhalt) (badessa dal 1260 al 1275?) (figlia di Enrico I di Anhalt)
- Mechtild (di Braunschweig-Lüneberg) (badessa dal 1275 al 1297)

### 1300-1614
- Ermengarda II (di Ummendorf) (badessa dal 1297 al 1307)
- Hedwig IV (badessa dal 1307 al 1316)
- Gertrude II (di Boventhen) (badessa dal 1316 al 1324)
- Jutta (di Oesede) (badessa dal 1324 al 1334)
- Gertrude III (di Everstein) (badessa dal 1334 al 1344)
- Gertrude IV (di Hessen) (badessa dal 1344 al 1348)
- Adelaide III (di Anhalt) (badessa dal 1348 al 1374)
- Adelaide IV (di Walde) (badessa dal 1374 al 1400)
- Bertradis (di Snaudit) (badessa dal 1400 al 1425)
- Agnese (di Landsberg) (badessa dal 1425 al 1445/51)
- Matilde II (di Anhalt) (badessa dal 1445/51 al 1463)
- Margherita (di Merwitz) (badessa dal 1463 al 1469)
- Scolastica (di Anhalt) (badessa dal 1469 al 1504)
- Elisabetta (di Weida) (badessa dal 1504 al 1532)
- Anna I (di Plauen) (badessa dal 1532 al 1548)
- Anna II (di Kittlitz) (badessa dal 1548 al 1558)
- Elisabetta II (di Gleichen) (badessa dal 1558 al 1564)
- Elisabetta III (di Anhalt) (badessa dal 1565 al 1570)
- Anna Maria (di Anhalt) (badessa dal 1570 al 1577)
- Sibilla (di Anhalt) (badessa dal 1577 al 1581)
- Agnese Edvige (di Anhalt) (badessa dal 1581 al 1586)
- Dorotea Maria (di Anhalt) (badessa dal 1586 al 1593)
- Sofia Elisabetta (badessa dal 1593 al 1614)